# Eulate
Eulate – gmina w Hiszpanii, w Nawarze, o powierzchni 7,74 km². W 2011 roku gmina liczyła 332 mieszkańców.